# USS Talbot (DD-114)
USS Talbot (DD-114/APD-7) là một tàu khu trục thuộc lớp Wickes của Hải quân Hoa Kỳ trong giai đoạn Chiến tranh Thế giới thứ nhất, sau được cải biến thành tàu vận chuyển cao tốc APD-7 trong Thế Chiến II. Nó là chiếc tàu chiến đầu tiên của Hải quân Hoa Kỳ được đặt tên theo Silas Talbot (1751–1813), một sĩ quan phục vụ trong Quân đội Lục địa và Hải quân Lục địa trong cuộc Chiến tranh Cách mạng Hoa Kỳ.

## Thiết kế và chế tạo
Talbot được đặt lườn vào ngày 12 tháng 7 năm 1917 tại xưởng tàu của hãng William Cramp & Sons ở Philadelphia, Pennsylvania. Nó được hạ thủy vào ngày 20 tháng 2 năm 1918, được đỡ đầu bởi Cô Elizabeth Major, và được đưa ra hoạt động vào ngày 20 tháng 7 năm 1918 dưới quyền chỉ huy của Hạm trưởng, Thiếu tá Hải quân Isaac Foote Dortch.

## Lịch sử hoạt động
Talbot khởi hành từ New York vào ngày 31 tháng 7 để đi sang quần đảo Anh Quốc. Nó thực hiện ba chuyến khứ hồi khác đến Anh, và vào tháng 12 đã ghé qua Brest, Pháp. Sang năm 1919, nó gia nhập Hạm đội Thái Bình Dương và phục vụ cùng đơn vị này cho đến ngày 31 tháng 3 năm 1923, khi nó được cho xuất biên chế tại San Diego. Nó được mang ký hiệu lườn DD-114 vào ngày 17 tháng 7 năm 1920 đang khi ở trong lực lượng dự bị.
Talbot nhập biên chế trở lại vào ngày 31 tháng 5 năm 1930, và gia nhập Hải đội Khu trục 10 của Lực lượng Chiến trận tại San Diego. Nó tiếp tục phục vụ cùng lực lượng này cho đến năm 1937, khi nó đi đến Hawaii hỗ trợ cho Lực lượng Tàu ngầm của Hạm đội Thái Bình Dương trong một năm. Sang năm 1939, nó phục vụ cùng Lực lượng Chiến trận và Lực lượng Tàu ngầm. Trong các năm 1940 và 1941, chiếc tàu khu trục đặt căn cứ tại San Diego.

### Thế Chiến II
Một ngày sau khi Đế quốc Nhật Bản tấn công Trân Châu Cảng, Talbot lên đường hộ tống cho tàu sân bay Saratoga hướng đến Hawaii, đến nơi đúng một tuần sau trận tấn công. Nó tuần tra ngoài khơi quần đảo trong 10 ngày, rồi quay về San Diego. Đến tháng 2 năm 1942, nó gia nhập Lực lượng Tuần tra của Quân khu Hải quân 12 và hộ tống các đoàn tàu vận tải dọc theo bờ biển Thái Bình Dương.
Vào cuối tháng 5, Talbot rời Puget Sound hộ tống các chiếc S-18, S-23 và S-28 đến Alaska. Chúng đi đến Dutch Harbor vào ngày 2 tháng 6, chịu đựng một đợt không kích nhỏ bất thành vào ngày hôm sau. Ngoại trừ ba chuyến đi hộ tống ngắn đến Seattle, chiếc tàu khu trục hoạt động tuần tra và hộ tống tại vùng biển Alaska trong bảy tháng tiếp theo. Đến ngày 31 tháng 10 năm 1942, nó được xếp lại lớp như một tàu vận chuyển cao tốc với ký hiệu lườn mới APD-7. Talbot rời Dutch Harbor vào ngày 31 tháng 1 năm 1943 để được cải biến tại Xưởng hải quân Mare Island cho vai trò mới, một tàu nhỏ nhưng nhanh hơn, có khả năng vận chuyển 147 binh lính. Công việc hoàn tất vào ngày 15 tháng 3. Ngay ngày hôm sau, Talbot lên đường hướng đi Hawaii, đến Trân Châu Cảng một tuần sau đó. Vào ngày 2 tháng 4, nó lên đường đi Espiritu Santo gia nhập Đội vận chuyển 12; và trong hai tháng tiếp theo, con tàu tham gia thực tập huấn luyện cùng đội của nó, đồng thời hộ tống tàu bè đi đến Nouvelle-Calédonie, New Zealand, Australia và Guadalcanal.
Vào giữa tháng 6, nó gia nhập Đội đặc nhiệm 31.1, nhóm tấn công Rendova, cho nhiệm vụ chiếm đóng New Georgia. Nó cùng tàu quét mìn Zane phải chiếm đóng hai đảo nhỏ kiểm soát lối ra vào vũng biển Roviana từ eo biển Blanche. Hai con tàu đã nhận lên tàu các đơn vị của Trung đoàn Bộ binh 169 tại Guadalcanal, và vào ngày 30 tháng 6 đi đến ngoài khơi bãi đổ bộ được chỉ định, nơi cần tấn công. Mưa rào nặng đã che khuất các hòn đảo, và Zane bị mắc cạn lúc 02 giờ 30 phút. Sau khi cho đổ bộ binh lính và tiếp liệu lên đảo mà không gặp kháng cự, Talbot tìm cách kéo chiếc tàu quét mìn nhưng thất bại. Sau đó, Rail đến nơi và kéo thành công trong khi Talbot giúp hỗ trợ phòng không; trong quá trình chiến dịch, máy bay đối phương đã tấn công lực lượng đổ bộ chính. Trong đêm 4 tháng 7, nó cùng sáu tàu vận chuyển cao tốc khác đi đến ngoài khơi chỗ neo đậu Rice, và trong khi cho đổ bộ lực lượng tấn công sáng hôm sau, một quả ngư lôi "long-lance" Nhật đã đánh chìm Strong, một trong những tàu khu trục thuộc nhóm bắn phá.
Talbot quay trở lại Guadalcanal chuẩn bị cho việc chiếm đóng Vella Lavella. Vào ngày 14 tháng 8, nó lên đường cùng với Đội đặc nhiệm 31.5, nhóm vận chuyển tiền phương của Lực lượng Đổ bộ phía Bắc; binh lính được đổ bộ lên bờ từ các tàu khu trục vận chuyển sáng hôm sau mà không gặp kháng cự. Tuy nhiên, chỉ hai giờ sau đó, phía Nhật bắt đầu không kích các con tàu và kéo dài suốt cả ngày. Hạm đội Mỹ không chịu thiệt hại nào và tự nhận đã bắn rơi 44 máy bay đối phương.
Talbot sau đó dành ra hơn một tháng cho nhiệm vụ hộ tống các tàu nhỏ hơn và vận chuyển tiếp liệu đến nhiều đảo thuộc quần đảo Solomon. Vào cuối tháng 9, nó gia nhập Lực lượng Tấn công phía Nam dưới quyền Đô đốc George H. Fort để chiếm đóng quần đảo Treasury. Tám chiếc ADP và 23 tàu đổ bộ nhỏ làm nhiệm vụ chuyên chở Lữ đoàn 8 New Zealand, các tàu nhỏ rời Guadalcanal vào các ngày 23 và 24 tháng 10, trong khi các tàu khu trục nhanh hơn khởi hành vào ngày 26. Đến ngày 27 tháng 10, binh lính được đổ bộ lên các đảo Mono và Stirling, còn các tàu vận chuyển rời khu vực lúc 20 giờ 00.
Vào ngày 3 tháng 11, Talbot đi đến Nouméa để đón lên tàu binh lính tăng cường cho lực lượng mà hai ngày trước đã đổ bộ lên các bãi biển ở Bougainville tại vịnh Nữ hoàng Augusta. Nó đến nơi vào ngày 6 tháng 11, cho đổ bộ binh lính lên bờ, đón nhận 19 người bị thương rồi bảo vệ cho một nhóm tàu đổ bộ LST quay trở lại Guadalcanal. Vào ngày 11 tháng 11, Talbot quay trở lại bãi đổ bộ cùng một đợt tiếp liệu. Bốn ngày sau, nó lên đường đi Guadalcanal. Nó nhân lên tàu binh lính, đạn dược và khẩu phần ăn, tham gia một cuộc tập dượt đổ bộ, rồi lên đường hướng đến Bougainville. Vào ngày 16 tháng 11, nó cùng năm tàu chị em hội quân cùng một lực lượng LST và tàu khu trục. Lúc 03 giờ 00, một máy bay trinh sát Nhật ném pháo sáng ở cuối đoàn tàu vận tải; tiếp nối bởi các máy bay ném bom đối phương tấn công đoàn tàu trong suốt gần một giờ, cho đến khi ném bom trúng McKean khiến nó bốc cháy. Cho dù bị tấn công liên tục, các xuồng của Talbot đã cứu được 68 thủy thủ và 106 binh lính hành khách trên chiếc tàu bị đánh đắm.
Talbot tiếp tục đi đến mũi Torokina, đến nơi ngay giữa cao trào của một đợt không kích khác. Nó cho đổ bộ binh lính rồi hướng đến Guadalcanal. Sau khi được đại tu động cơ tại Nouméa vào tháng 12, nó thực hiện một chuyến đi khứ hồi đến Sydney. Vào ngày 8 tháng 1 năm 1944, nó rời Nouvelle-Calédonie đi Espiritu Santo để đón một đoàn tàu vận tải và hộ tống chúng đến Guadalcanal. Nó đi đến ngoài khơi Lunga Point vào ngày 13 tháng 1, rồi tuần tra tại khu vực từ đây cho đến Koli Point trong hai tuần. Đến ngày 28 tháng 1, chiếc tàu vận chuyển cao tốc đón các đơn vị thuộc Tiểu đoàn 30 New Zealand và một nhóm chuyên viên tình báo và liên lạc của Hải quân Hoa Kỳ rồi hướng đến quần đảo Green thuộc Papua New Guinea tham gia một cuộc trinh sát bằng sức mạnh.
Trong đêm 30 tháng 1, chiếc tàu khu trục cho đổ bộ lực lượng đột kích lên bờ rồi rút lui khỏi khu vực, và quay trở lại vào đêm hôm sau để đón họ. Talbot đưa binh lính New Zealand lên bờ tại Vella Lavella và nhân sự Hải quân Mỹ tại Guadalcanal. Vào ngày 13 tháng 2, Talbot lại đón binh lính New Zealand lên tàu rồi khởi hành cùng Lực lượng đặc nhiệm 31, đơn vị làm nhiệm vụ tấn công quần đảo Green. Nó đi đến ngoài khơi đảo Bara-hun vào ngày 15 tháng 2, cho đổ bộ binh lính trong đợt tấn công. Sau đó nó đi lại để vận chuyển lực lượng tăng cường và tiếp liệu giữa Guadalcanal và quần đảo Green.
Vào ngày 17 tháng 3, chiếc tàu vận chuyển đón các đơn vị thuộc Tiểu đoàn 2, Trung đoàn 4 Thủy quân Lục chiến tại Guadalcanal rồi khởi hành cùng lực lượng đổ bộ đi đến quần đảo St. Matthias. Lực lượng Thủy quân Lục chiến chiếm đóng Emirau một cách bình yên vào ngày 20 tháng 3, và Talbot quay trở về vịnh Purvis. Nó đi đến New Guinea vào ngày 4 tháng 4, tham gia các cuộc thực hành đổ bộ cùng với toán chiến đấu của Trung đoàn bộ binh 168. Hai tuần sau, nó đón 145 binh lính của trung đoàn này và khởi hành cùng Đội đặc nhiệm 77.3, đơn vị hỗ trợ hỏa lực, cho cuộc tấn công Aitape. Vào ngày 22 tháng 4, Talbot cho đổ bộ lực lượng, bắn phá đảo Tumleo rồi quay trở về mũi Cretin. Nó hộ tống các đợt tiếp liệu đến khu vực đổ bộ cho đến ngày 10 tháng 5, khi các tàu vận chuyển được cho tách ra khỏi Hạm đội 7.
Talbot gia nhập Đệ Ngũ hạm đội tại Guadalcanal vào ngày 13 tháng 5, và bắt đầu huấn luyện cùng các Đội phá hoạt dưới nước (UDT). Vào ngày 4 tháng 6, nó gia nhập một đoàn tàu vận tải đi đến quần đảo Marshall, đi đến Kwajalein vào ngày 8 tháng 6. Hai ngày sau, chiếc tàu vận tải cao tốc gia nhập Đội đặc nhiệm 53.15 thuộc Lực lượng Tấn công phía Nam và lên đường hướng đến quần đảo Mariana. Tuy nhiên, nó gặp tai nạn va chạm với thiết giáp hạm Pennsylvania sau một cú bẻ lái khẩn cấp; nhiều ngăn bị ngập nước buộc nó phải quay trở lại để sửa chữa. Talbot lên đường hai ngày sau, gia nhập trở lại đội đặc nhiệm về phía Đông Nam Saipan, và đi đến ngoài khơi các bãi đổ bộ vào ngày D 15 tháng 6. Trong những ngày đầu tiên của chiến dịch, nó hộ tống cho đội bắn phá. Vào ngày 17 tháng 6, nó bắt giữ một người sống sót của một chiếc xuồng Nhật bị đánh đắm. Con tàu gặp phải trục trặc động cơ, buộc phải thả neo tại khu vực đổ bộ nơi một máy bay đối phương ném một chùm bom xuống mạn trái mũi tàu, nhưng không gây thiệt hại nào. Nó cho chuyển đội UDT của nó sang tàu khu trục Kane rồi tham gia một đoàn tàu vận tải đi Hawaii. Từ đây nó được gửi về San Francisco để đại tu, kéo dài từ ngày 11 tháng 7 đến ngày 28 tháng 8.
Talbot quay trở lại Trân Châu Cảng vào đầu tháng 9, và tiếp tục đi đến Eniwetok và Manus. Nó đón Đội UDT 3 lên tàu vào ngày 12 tháng 10, rồi khởi hành cùng Đội đặc nhiệm 77.6, lực lượng bắn phá và hỗ trợ hỏa lực, đi đến đảo Leyte. Vào ngày 18 tháng 10, các người nhái thuộc đội UDT tiến hành cuộc trinh sát ban ngày tại vùng biển giữa San Jose và Dulag. Cho dù gặp phải sự kháng cự bởi hỏa lực súng máy và súng cối, đội UDT quay trở về tàu mà không gặp thương vong. Chiếc tàu vận chuyển lên đường cùng một đoàn tàu vận tải và đi đến Seeadler Harbor vào ngày 27 tháng 10, nơi nó chuyển đội UDT sang chiếc President Hayes vào ngày 31 tháng 10.
Talbot đi đến vịnh Oro để gặp gỡ George Clymer và hộ tống nó đi đến mũi Gloucester, rồi quay trở lại Seeadler Harbor vào ngày 8 tháng 11. Hai ngày sau, đang khi thả neo tại đây và chỉ cách chiếc Mount Hood khoảng 800 yd (730 m), chiếc tàu chở đạn bất ngờ nổ tung, rải khoảng 600 lb (270 kg) mảnh vỡ và kim loại lên chiếc tàu vận chuyển. Talbot bị thủng nhiều chỗ, và nhiều thành viên thủy thủ đoàn bị thương. Xuồng của Talbot đã tìm kiếm những người sống sót nhưng không tìm thấy ai.
Vào ngày 15 tháng 12 năm 1944, sau khi các hư hại được sửa chữa tại Manus, Talbot lại lên đường, đi ngang qua Aitape để đi đến đảo Noemfoor tham gia các cuộc thực tập đổ bộ. Ngày 4 tháng 1 năm 1945, nó nhận binh lính lên tàu rồi khởi hành cùng Đơn vị đặc nhiệm 77.9.8 hướng đến vịnh Lingayen. Nó cho đổ bộ lực lượng tăng cường lên San Fabian trong tuần lễ tiếp theo rồi tiếp tục đi đến Leyte. Nó nhận lên tàu các đơn vị thuộc Sư đoàn nhảy dù 11 vào ngày 26 tháng 1 rồi hướng đến Luzon cùng một đoàn tàu vận tải. Đến ngày 31 tháng 1, nó cho đổ bộ binh lính lên bờ trong đợt tấn công thứ hai lên Nasugbu rồi đi đến Mindoro, chất đạn pháo cối và xuồng rocket lên tàu để chuyển giao đến Leyte.
Vào ngày 14 tháng 2, chiếc tàu vận chuyển cao tốc đón lên tàu các đơn vị thuộc Trung đoàn bộ binh 151 và di chuyển đến Bataan. Nó cho đổ quân lên Mariveles Harbor sáng hôm sau rồi quay trở về vịnh Subic. Đến ngày 17 tháng 2, nó đưa hàng tiếp liệu đến Corregidor, rồi hộ tống một đoàn tàu vận tải quay trở lại Ulithi, và ở lại đây trong nhiều tuần cho đến khi được lệnh đi đến Guam. Talbot cùng với LSM-381 đi đến Parece Vela tiến hành một cuộc khảo sát khả năng xây dựng một trạm vô tuyến, quan trắc thời tiết và trinh sát tại đây. Nó quay trở về Guam vào ngày 20 tháng 4, và đi đến Ulithi vào ngày hôm sau.
Vào ngày 22 tháng 4, Talbot tham gia một đoàn tàu vận tải đi Okinawa. Năm ngày sau, nó bắt đầu các cuộc tuần tra chống tàu ngầm về phía Nam Kerama Retto, rồi đến ngày 30 tháng 4 tham gia một đoàn tàu vận tải đi Saipan. Nó quay trở lại Kerama Retto để phục vụ như một tàu canh phòng từ ngày 22 tháng 5 đến ngày 6 tháng 6, khi nó quay lại Saipan. Từ khu vực Mariana, chiếc tàu vận chuyển cao tốc đi ngang qua Eniwetok và Hawaii để quay trở về Hoa Kỳ.
Talbot về đến San Pedro vào ngày 6 tháng 7, và được cải biến trở lại thành một tàu khu trục. Ký hiệu xếp lớp của nó quay trở lại DD-114 vào ngày 16 tháng 7. Tuy nhiên, một Ủy ban Điều tra và Khảo sát đã đề nghị nó nên ngừng hoạt động. Talbot được cho xuất biên chế vào ngày 9 tháng 10, và tên nó được rút khỏi danh sách Đăng bạ Hải quân vào ngày 24 tháng 10 năm 1945. Lườn tàu được bán cho hãng Boston Metals Company tại Baltimore, Maryland vào ngày 30 tháng 1 năm 1946 để tháo dỡ.

## Phần thưởng
Talbot được tặng thưởng tám Ngôi sao Chiến trận do thành tích phục vụ trong Thế Chiến II.